# Svastrides melanura
Svastrides melanura är en biart som först beskrevs av Maximilian Spinola 1851.  Svastrides melanura ingår i släktet Svastrides och familjen långtungebin. Inga underarter finns listade i Catalogue of Life.